# Olena Herasymiouk
Olena Herasymiouk (en ukrainien : Олена Василівна Герасим'юк), née le 3 septembre 1991, Kyiv, Ukraine) est une poétesse, écrivaine et militante ukrainienne.

## Biographie
Les ancêtres d'Olena Herasymiouk sont originaires des Carpates[réf. nécessaire] la famille retourne dans son pays d'origine. Son père est le poète Vassyl Herasymiouk (uk).
Olena Herasymiouk étudie la littérature à Kiev. Tout en étudiant, elle travaille de nuit dans la réserve d'une librairie, où elle consulte les livres qu'elle ne peut alors s'offrir avec l'argent de sa bourse.
En 2013, elle est récompensée du prix Chevtchenko pour la poésie. Une distinction qu’elle refuse en signe de protestation contre le régime du président Viktor Ianoukovytch. Elle fait partie de la jeune génération de poètes ukrainiens, dont l'œuvre se distingue, entre autres, par une conscience nationale nouvellement éveillée. Dans ses textes et poèmes, Olena Herasymiouk s'intéresse principalement à la question de la relation entre le soi et le monde extérieur. Elle a notamment publié ses poèmes dans les médias Bukowina Magazine, Sunflower, Sonjaschnik, Ukrainian Literature Paper et Literary Ukraine,.
En 2013, Olena Herasymiouk est la première participante de la résidence d'écrivains ukrainiens Stanislavsky Fenomen, un projet destiné aux jeunes poètes dans lequel deux jeunes auteurs vivent à Ivano-Frankivsk et discutent de leurs textes avec des poètes établis qui leur servent de mentors,.
En 2014, la poétesse publie « Глухота » (Surdité), un recueil de textes dans lequel elle multiplie les formes verbales dominantes.
En 2014, Olena Herasymyouk participe à une manifestation sur la place de l'Indépendance de Kiev, au cours de laquelle elle et d'autres personnes lisent les noms d'écrivains et d'intellectuels ukrainiens tués en 1937 et 1938 à Sandarmokh, une forêt du nord-ouest de la Russie, et cela au plus fort des Grandes Purges du régime stalinien.
Durant plusieurs années, Olena Herasymiouk recueille les récits des Ukrainiens qui ont péri dans les goulags, mettant ainsi en lumière un chapitre parfois méconnu de l'histoire ukrainienne. Avec Denis Polichtchouk (uk), elle lance projet Rozstriljanij Kalendar (Calendrier des exécutions), qui rassemble et publie des documents et des informations sur la répression des intellectuels ukrainiens pendant l'ère soviétique. Des millions d'Ukrainiens sont morts ou ont souffert de répressions politiques sous l'Union soviétique. Cependant le sujet de la mort et de la souffrance est « tabou dans la culture traditionnelle ukrainienne », écrit Olena Herasymiouk dans l'introduction de son ouvrage Rozstrilny Kalendar, publié en 2017.
En 2016, lors du festival d'art Porto Franko GogolFest, les caves du théâtre d'Ivano-Frankivsk accueillent une représentation de son poème « Тюремна Пісня » (Chanson de prison), qui est récité par des combattants de l'Anti-Terrorist Operation Zone (ATO) et d'anciens prisonniers politiques.
En 2017, Olena Herasymyouk rejoint comme médecin militaire, un bataillon médical dans le Donbass.
En juin 2019, elle participe à une opération spéciale visant à capturer Volodymyr Tsemakh, un homme qui aurait joué un rôle central dans le crash du vol MH17 de Malaysian Airlines par des militants soutenus par la Russie. Plusieurs mois plus tard, elle est libérée en Russie dans le cadre d'un échange de prisonniers.
Depuis Olena Herasymiouk a publié Chanson de prison (2020), un recueil de poèmes lyriques inspirés de son expérience de la guerre.

## Publications
en ukrainien :
- (uk) Глухота (Surdité), Київ, Смолоскип,‎ 2014
- (uk) Розстрільний Календар (Calendrier des exécutions), Клуб Сімейного Дозвілля,‎ 2017
- (uk) Тюремна Пісня (Chanson de prison), Люта Справа,‎ 2020

Sa poésie est traduite en anglais, lituanien, géorgien, italien, allemand, serbe, polonais, biélorusse et russe.
disponible en français :
- (uk + fr) « Олена Герасим'юк / Olena Herasymiouk », dans Ukraine 24 poètes pour un pays. Anthologie établie, traduite et présentée par Ella Yevtouchenko et Bruno Doucey, Editions Bruno Doucey,‎ 2022, p. 30-37

## Distinctions
En 2012, Olena Herasymiouk reçoit le premier prix du concours «En mémoire de Leonid Kislev».
En 2013, elle est lauréate du prix Chevtchenko, du Prix international Oles-Hontchar, et du deuxième prix du concours de littérature Fakel, dans la catégorie poésie.
En 2019, le gouvernement ukrainien lui décerne la médaille Pour-une-Vie-Sauvée, en raison de son engagement comme médecin militaire.